# Helmut Schadenberg
Helmut Schadenberg (* 19. Juni 1946; † 31. Juli 2017) war in der DDR ein erfolgreicher Motocrossfahrer.

## Leben
Der gelernte Bauschlosser Schadenberg startete seine Motorsportkarriere 1962 als Motocross- und Geländefahrer, bevor er sich später ausschließlich auf Motocross konzentrierte. Dort startete er in allen drei in der DDR ausgeschriebenen Hubraumklassen. In den Jahren bis 1976 kam er bei den Rennen rund 230 mal unter die ersten drei. Nach der Saison 1980 nahm Schadenberg Abschied vom aktiven Sport, stellte seine Erfahrung aber weiterhin den Nachwuchsfahrern zur Verfügung.
Schadenberg war verheiratet und hatte zwei Söhne.

## Erfolge
Erfolge bei DDR-Meisterschaften (nur Medaillenplätze):
| Jahr | Klasse      | Klasse      | Klasse      | Mannschaftswertung (Verein)       |
| ---- | ----------- | ----------- | ----------- | --------------------------------- |
| Jahr | 125 cm³     | 250 cm³     | 500 cm³     | Mannschaftswertung (Verein)       |
| 1971 | –           | 3. Platz    | 3. Platz    | Vizemeister (MC Dynamo Erfurt 2)  |
| 1972 | –           | Vizemeister | 3. Platz    | –                                 |
| 1973 | –           | 3. Platz    | 3. Platz    | 3. Platz (MC Dynamo Magdeburg)    |
| 1974 | –           | –           | 3. Platz    | –                                 |
| 1975 | –           | Vizemeister | Vizemeister | –                                 |
| 1976 | Meister     | Meister     | Vizemeister | –                                 |
| 1977 | Meister     | Meister     | Vizemeister | –                                 |
| 1978 | Vizemeister | Meister     | Vizemeister | 3. Platz (MC Dynamo Magdeburg)    |
| 1979 | –           | –           | –           | 3. Platz (MC Dynamo Magdeburg)    |
| 1980 | Meister     | –           | –           | Vizemeister (MC Dynamo Magdeburg) |